# Saori Obata
Saori Obata (en japonés: 小畑沙織) (Sapporo, Japón, 23 de abril de 1978) es una extenista japonesa, considerada una de las mejores tenistas de la historia de este país. En el ranking de la WTA llegó a alcanzar el puesto número 39, pese a que no llegó a ganar ningún torneo.
Tuvo que retirarse prematuramente en 2006, debido a sus problemas con las lesiones.